# Longvilliers (Pas-de-Calais)
Longvilliers település Franciaországban, Pas-de-Calais megyében. Lakosainak száma 255 fő (2022. január 1.). Longvilliers Cormont, Bernieulles, Bréxent-Énocq, Frencq, Inxent, Maresville, Recques-sur-Course és Tubersent községekkel határos.

## Népesség
A település népességének változása:
| Lakosok száma | 259  | 253  | 256  | 247  | 250  | 253  | 256  | 254  | 255  |
|               | 2013 | 2015 | 2016 | 2017 | 2018 | 2019 | 2020 | 2021 | 2022 |